# Ексцизија (медицина)
Ексцизија је хируршка метода или поступак уклањања сечењем или исецањем израслина, ткива, органа или кости помоћу скалпела, ласера или другог алата за сечење. За разлику од узимања узорка ткива или дела тела, ексцизија описује уклањање целог дела неке структуре (на пример, лумпектомија је ексцизиона биопсија којом се уклања цео тумор дојке. Ово се разликује од биопсије језгра, која узима само део квржице).
Постоји много различитих врста хируршких ексцизија које се користе из разних разлога, од лечења канцерогених и бенигних тумора до ендометриозе, оштећених органа и других стања. Неки се могу изводити отвореном операцијом, док други могу укључивати мање инвазивну ендоскопски процедуру.
Операције које се користе за уклањање одређеног дела тела често се завршавају суфиксом „-ектомија“. Два таква примера су апендектомија ( која се користи за уклањање слепог црева) и холецистектомија (уклањање жучне кесе).

## Опште информације
Хируршке ексцизије обично изводе хирурзи, од којих су неки општи хирурзи, а други  посебно обучени и сертификовани хирурзи за лечење специфичних система органа (нпр. неурохирурзи , који лече болести мозга и централног нервног система, хируршки онколози , који лече рак, ортопедски хирурзи , специјализовани за болести костију и зглобова, кардиоторакални хирурзи , који лече болести срца, плућа, једњака и других органа у грудном кошу)
За уклањање ексцизијом израслина, ткива,  органа, кости целог раста или дела тела, било ради дијагностиковања или лечења здравственог стања (понекад обоје). користе се разни резни инструменти попут скалпела или ласера.
Неке ексцизије се изводе као традиционалне отворене операције које укључују скалпел и велики рез. Друге се изводе лапароскопски, помоћу специјализованих алата којима се манипулише кроз мање резове. 
У зависности од процедуре, може се користити локална, регионална или општа анестезија или се ексција ради без анестезије.
Ексцизије се могу обавити у болници или амбулантно у ординацији, клиници или хируршком центру.

## Индикације
Хируршка ексцизија се често користи са намером да се излечи неко стање. Упркос томе, додатни третмани - који се називају помоћне терапије - могу бити прописани након операције ексцизијом како би се спречило да се болест врати.
На пример, особа може бити подвргнута адјувантној терапији зрачењем након што је тумор уклоњен како би се осигурало да су све преостале ћелије рака убијене.
С друге стране, неоадјувантна терапија се може користити пре операције како би била мање инвазивна и ефикаснија. На пример, неоадјувантна хемотерапија може бити прописана пре операције како би се смањио тумор и олакшао његово уклањање без компликација.

## Примери ексцизионих операција
Поред лумпектомије, апендектомије и холецистектомије, постоје и друге ексцизионе процедуре које се користе за дијагнозу или лечење болести (или обоје).

### Ексцизиона биопсија коже
Ексцизиона биопсија коже се обично препоручује за одређене карциноме коже, укључујући карцином базалних ћелија ниског и високог ризика , карцином сквамозних ћелија ниског и високог ризика , карцином Меркелових ћелија и танки меланом.
Такође позната као широки локални рез, ексцизиона биопсија коже укључује уклањање тумора и дела нормалног ткива око њега (које се назива клиничка маргина ). Величина маргине зависи од дебљине тумора.
У неким случајевима, након ексцизије за покривање ране користи се пресађивање коже или кожни режањ. Остале ране се једноставно затварају шавовима.

### Краниотомија тумора са ексцизијом
Краниотомија тумора са ексцизијом укључује уклањање дела кости из лобање (краниотомија) да би се приступило мозгу како би се тумор могао извадити. Тумор може бити бенигни (не-канцероген) или малигни (канцероген).  
Скоро све туморске краниотомије се изводе компјутеризованом техником навигације познатом као стереотаксија. Ово побољшава тачност операције и смањује величину реза потребног за извођење ексцизије.  
Уклањање тумора укључује специјализоване скалпеле и маказе, уређај за усисавање који се зове ултразвучни аспиратор и специјални микроскоп. 

### Ексцизија миксома
Ексцизија миксома је хируршко уклањање бенигног тумора срца који се зове миксом, који се обично налази у горњој левој комори срца . Миксоми чине отприлике 50% свих тумора срца.
Хируршка ексцизија је једини облик лечења миксома. Пошто су миоми веома крхки и подложни руптури, њихово уклањање обично захтева отворену операцију како би се обезбедио јаснији приступ коморама срца.  

### Ексцизија венских малформација
Ексцизија венских малформација је један од два приступа третману који се користе за уклањање венских малформација. Они су узроковани лезијама у крвним судовима које су присутне при рођењу, али могу да нарасту током времена и изазову болне, стврднуте крвне угрушке зване флеболити. 
Хируршко лечење венских малформација подразумева уклањање абнормалних вена, као и неких ткива која их окружују.

### Ексцизија тумора костију
Ексцизија тумора костију је хируршка процедура која се користи не само за уклањање малигних тумора костију, већ и бенигних тумора који могу постати малигни. Уклањање тумора помаже у смањењу ризика од прелома костију . 
Ако је рак присутан, хируршко уклањање тумора често је праћено зрачењем и/или хемотерапијом како би се спречило ширење рака и помогло у очувању екстремитета.

### Функционална ендоскопска операција синуса са полипектомијом
Функционална ендоскопска операција синуса са полипектомијом је минимално инвазивна процедура која се користи за лоцирање и уклањање меког бенигног раста, названог полип , из носног пролаза. Користи се када конзервативни третмани попут назалних стероида не дају олакшање.
Поступак се обично изводи под општом анестезијом са крутим опсегом, који се назива ендоскоп. Када се полип нађе, брзо се уклања пинцетом, алатом за сечење или цилиндричним бријачем који се зове микродебридер.

### Колоноскопија са полипектомијом
Колоноскопија са полипектомијом је уобичајена процедура која се изводи током ендоскопског прегледа дебелог црева (која се назива колоноскопија ). Као мера предострожности, сви пронађени полипи се уклањају јер су претходници канцерозних лезија.
Процедура се обично изводи под надгледаном анестезијом (МАЦ) која изазива „спавање у сумрак“.
Ако се лоцира већи полип, кроз опсег се ставља алат како би га могао одсећи. Затим се шаље у лабораторију на процену. Мање се такође могу уклонити. Уместо тога, неки полипи могу бити обележени мастилом за тетовирање тако да се могу лако идентификовати и пронаћи током хируршких захвата.
Колоноскопија са полипектомијом је потпуно уклањање ткива материце које је израсло ван материце код особа са ендометриозом.
Лапароскопска операција уз помоћ робота се обично користи за ексцизију ендометријума. Ово укључује уметање специјализованих инструмената кроз ситне резове на кожи. Алатима се манипулише изван тела помоћу главних контрола. Сваки вишак ткива се затим уништава интензивном топлотом (која се назива фулгурација).

### Орхиектомија
Орхиектомија је хируршко уклањање једног или оба тестиса. Углавном се користи за лечење рака тестиса или узнапредовалог рака простате.
Орхиектомија почиње резом непосредно изнад пубичног подручја. Тестис , сперматична врпца и тумор се затим уклањају из скротума и извлаче кроз отвор.
Операција се може извести или лапароскопски или као отворена операција.

### Ексцизија акромиоклавикуларног зглоба
Ексцизија акромиоклавикуларног зглоба је операција која се користи за уклањање оштећене акромиоклавикуларне костизглоб (АЦЈ) који се налази на месту где се спајају клавикула (кључна кост) и лопатица (лопатица). Циљ је да се то уради без дестабилизације самог рамена.
Операција се обично користи када је зглоб озбиљно оштећен артритисом или повредом. Користећи специјализовани опсег (који се назива артроскоп ) и лапароскопске алате, хирург брије и заглађује истрошене површине зглоба пре него што пресече и уклони део кључне кости.
Зглоб ће остати стабилизован лигаментима који премошћују одсечени део кости.